# 涉县医院
涉县医院坐落于河北省涉县将军大道与开元街交汇处，是一所二级甲等医院。

## 历史沿革
涉县医院的历史可追述至1949年建立的涉县防治院，位于涉县城振兴路西段南侧。是时占地100平方米，只设门诊、不分科、无床位。1951年起至1961年不断进行扩建，并改称涉县人民医院；文化大革命时期后更名为涉县医院。
2016年12月28日，涉县医院新院区正式落成启用，2017年4月医院所有科室搬迁至新院区。新院区位于涉县将军大道与开元街交汇处。

## 相关事件
- 2017年6月，张某在涉县医院新院区就诊期间，觉得医院食堂饭菜一般，因而在网上发帖抱怨[4]。不料在2017年8月16日，涉县城关派出所对张某进行调查，认为张某涉嫌虛构事实、扰乱公共秩序，因而对其处以行政拘留处罚[5]。此事被当地公安局落实县委会议精神宣传稿报道后，很快引发广泛关注。邯郸市公安局官方微博于19日回应称，已责令涉县公安局对该案进行重新审核[6][7]。8月20日，邯郸警方回应已撤销处罚决定，并追责派出所所长及办案民警[8]。